# Mrożonka

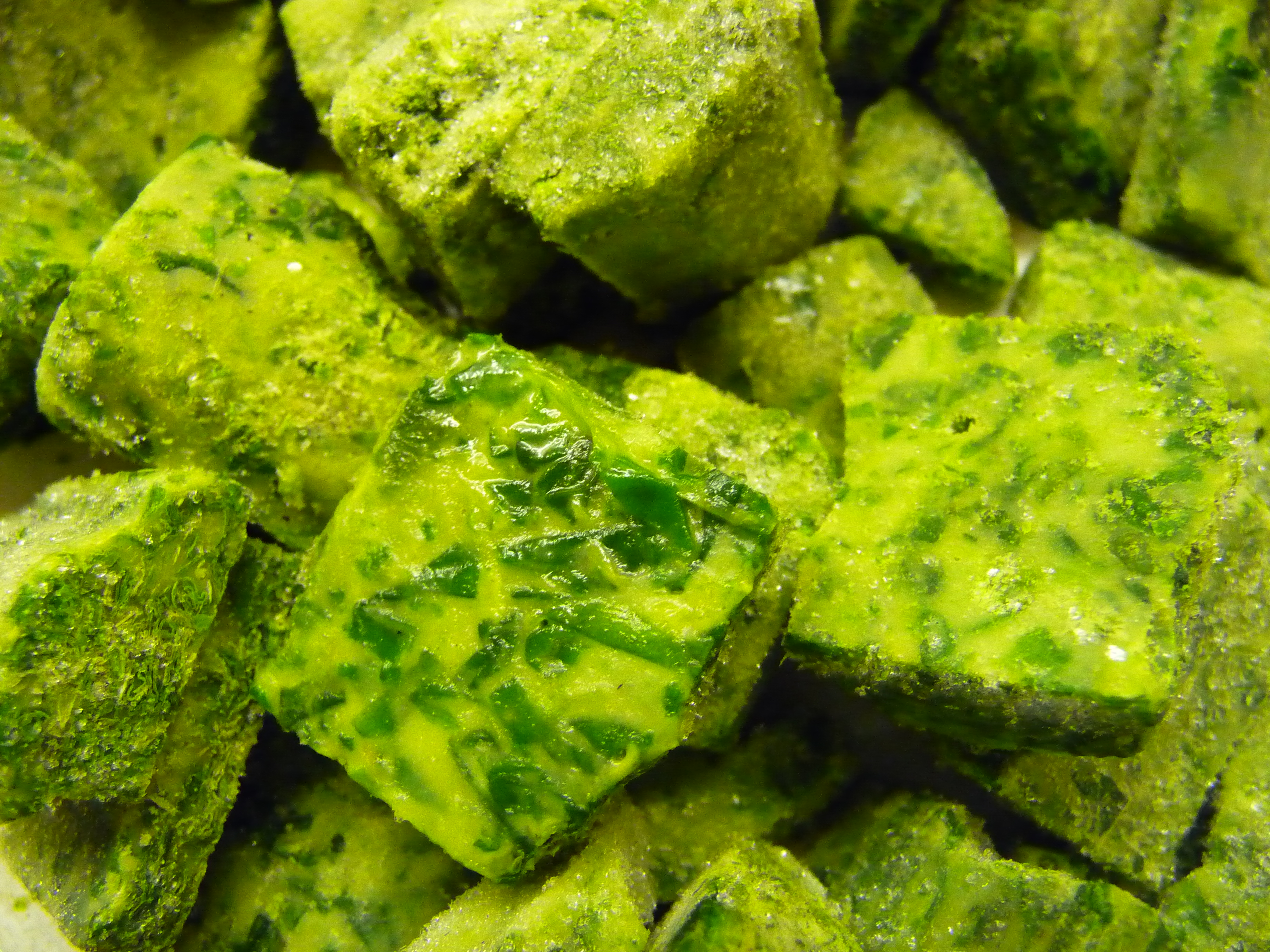
Zamrożony szpinak

Mrożonka – zamrożony produkt żywnościowy mrożony w temperaturach od –25 do –40 °C, przeznaczony do długotrwałego przechowywania w temperaturach ok. –18 °C, w których zahamowany jest proces jełczenia tłuszczów i niemal całkowicie wstrzymany jest rozwój drobnoustrojów. Często są to konfekcjonowane warzywa albo owoce, także ryby albo mięso, jak również gotowe zamrożone sałatki albo przetwory mączne (np. pierogi).